# Râul Perișani, Băiașu
Râul Perișani este un curs de apă, afluent al râului Băiașu.  Se formează la confluența brațelor Valea Câmpului și Valea Dosului

## Hărți
- Harta Munții Cozia [nefuncțională – arhivă]